# Exército Republicano Irlandês Real
O Exército Republicano Irlandês Real (em irlandês: Arm Poblachtach Ríoga na hÉireann) é um grupo republicano irlandês que pretende criar uma Irlanda unificada com a Irlanda do Norte. Formou-se em 1997 na sequência de uma divisão do Exército Republicano Irlandês por membros dissidentes, que rejeitaram o cessar-fogo do IRA neste ano. Tal como o IRA Provisório antes dele, o IRA Real vê-se como o único legítimo sucessor do original Exército Republicano Irlandês. É uma organização ilegal na República da Irlanda e foi designada como organização terrorista no Reino Unido e nos Estados Unidos.
Desde a sua formação, o IRA Real tem feito uma campanha na Irlanda do Norte contra o Serviço de Polícia da Irlanda do Norte (PSNI) e o Exército Britânico. É o maior e mais ativo dos grupos paramilitares “republicanos dissidentes” que operam contra as forças de segurança britânicas. Ele tem como alvo as forças de segurança em ataques com armas e bombardeamentos, e com granadas, morteiros e foguetes. A organização também foi responsável por atentados na Irlanda do Norte e Inglaterra com o objetivo de causar danos econômicos e perturbações. O mais notável deles foi o bombardeio Omagh de 1998, que matou 29 pessoas. Após esse bombardeio, o Real IRA entrou em cessar-fogo, mas retomou as operações em 2000. Em março de 2009, assumiu a responsabilidade por um ataque ao Quartel Massereene que matou dois soldados britânicos, o primeiro a ser morto na Irlanda do Norte desde 1997.[carece de fontes?]
Em julho de 2012, foi relatado que a Ação Republicana Contra Drogas (RAAD) e outros pequenos grupos militantes republicanos estavam se fundindo com o Real IRA. Esta nova entidade foi nomeada o Novo IRA (NIRA) pelos meios de comunicação, mas os membros continuam a identificar-se simplesmente como o “Exército Republicano Irlandês”. Alguns membros do IRA Real que não se fundiram com o Novo IRA continuam a ter presença na República da Irlanda, particularmente em Cork e, em menor medida, em Dublim.